# Texella brevidenta
Texella brevidenta is een hooiwagen uit de familie Phalangodidae.